# Pitagorin poučak
Pitagorin poučak jedan je od osnovnih teorema geometrije koji glasi:  
Površina kvadrata nad hipotenuzom pravokutnog trokuta jednaka je zbroju površina kvadrata nad katetama.
Ako su a i b duljine kateta pravokutnog trokuta i c duljina njegove hipotenuze, Pitagorin poučak kaže da je
{\displaystyle c^{2}=a^{2}+b^{2}}
Pitagorejcima »kvadrat« nije značio množenje duljine stranice sa samom sobom, već je označavao geometrijski lik kvadrat konstruiran iznad stranice trokuta. Činjenica da je zbroj dva kvadrata jednak trećemu, značila je da se dva kvadrata mogu izrezati na likove od kojih se može složiti jedan kvadrat koji je sukladan kvadratu nad hipotenuzom.

## Dokazi
Na slici desno vizualni je dokaz Pitagorina poučka, a ispod su algebarski dokazi.

### Dokaz pomoću sličnosti
Neka je trokut ABC pravokutan s pravim kutom u vrhu C. Neka je s H označimo sjecište visine iz vrha C na AB s dužinom AB. Prema poučku K-K o sličnosti trokuta slijedi da su trokuti ABC, AHC i BCH slični. Iz sličnosti trokuta slijede razmjeri duljina stranica:
{\displaystyle {\frac {|BC|}{|AB|}}={\frac {|BH|}{|BC|}}\;\;i\;\;{\frac {|AC|}{|AB|}}={\frac {|AH|}{|AC|}}}
Transformacijom razmjera slijedi:
{\displaystyle |BC|^{2}=|AB|\cdot |BH|\;\;i\;\;|AC|^{2}=|AB|\cdot |AH|}
Zbrajanjem jednakosti dobiva se:
{\displaystyle |BC|^{2}+|AC|^{2}=|AB|\cdot |BH|+|AB|\cdot |AH|=|AB|\cdot (|BH|+|AH|)=|AB|^{2}}
To jest:
{\displaystyle |BC|^{2}+|AC|^{2}=|AB|^{2}}
čime je dokaz završen.

### Euklidov dokaz
Neka je ACB pravokutan trokut s pravim kutom u vrhu A, uz oznake kao na slici. Nad stranicama trokuta ACB nacrtani su kvadrati CBDE, BAGF i ACIH. Slijedi |AB| = |FB| te |BC| = |BD|. Kroz A povucimo pravac paralelan s BD. Spojimo C i F te A i D. Slijedi ∠ABD = 90° + ∠ABC = ∠FBC. Prema poučku S-K-S o sukladnosti trokuta, slijedi da su trokuti FBC i ABD sukladni (v. sliku).
Površina trokuta BDK upola je manja od površine pravokutnika BDLK. Površina trokuta BDK i površina trokuta BDA jednake su jer imaju istu osnovicu te istu duljinu visine. Slijedi da je površina trokuta BDA polovina površine pravokutnika BDLK. Analogno vrijedi i PBAGF = 2 · PFBC = 
 = 2 · PBDA = PBDLK.
Pošto duljina stranice kvadrata BAGF iznosi |AB|, površina pravokutnika BDLK iznosi |AB|2. Slično dokazujemo da je PCKLE = PACIH = |AC|2. Slijedi |AB|2 + |AC|2 = |BD| · |BK| + |KL| · |KC| = 
 = |BD| · |BK| + |BD| · |KC| = |BD| · (|BK| + |KC|) = |BD| · |BC| = |BC|2 te je time tvrdnja dokazana.

## Primjena

### Kvadrat
Stranice kvadrata zatvaraju kut od 90°. Neka je zadan kvadrat ABCD. Primijenimo Pitagorin poučak na trokut BCD:
{\displaystyle a^{2}+a^{2}=d^{2}}
te nakon sređivanja:
{\displaystyle d=a{\sqrt {2}}}

### Pravokutnik
Stranice pravokutnika također zatvaraju kut od 90°. Neka je zadan pravokutnik ABCD. Primjenom Pitagorina poučka na trokut ABC:
{\displaystyle a^{2}+b^{2}=d^{2}}

### Pravokutan trokut
Neka je ABC jednakokračan trokut s osnovicom AB. Neka okomica iz vrha C na AB siječe dužinu AB u točki D. Primijenimo Pitagorin poučak na trokut ADC:
{\displaystyle \left({\frac {a}{2}}\right)^{2}+v^{2}=b^{2}}
gdje je a duljina osnovice, v je duljina visine, a b duljina kraka trokuta.

### Jednakostraničan trokut
Uz oznake kao na slici, primijenimo Pitagorin poučak na trokut ABD:
{\displaystyle \left({\frac {a}{2}}\right)^{2}+v^{2}=a^{2}}
te nakon sređivanja slijedi:
{\displaystyle v={\frac {a{\sqrt {3}}}{2}}}

### Romb
{\displaystyle \left({\frac {e}{2}}\right)^{2}+\left({\frac {f}{2}}\right)^{2}=a^{2}}
Tu je a duljina stranice, a e i f su duljine dijagonala romba.

### Jednakokračan trapez
{\displaystyle \left({\frac {a-c}{2}}\right)^{2}+v^{2}=b^{2}}
gdje su a i c duljine osnovica, b je duljina krakova, a v je duljina visine trapeza.

## Obrat Pitagorina poučka
Vrijedi i obrat ovoga poučka:
Ako za duljine stranica a, b, c nekog trokuta vrijedi c2 = a2 + b2, tada je taj trokut pravokutan.

## Pitagorine trojke
Pitagorina trojka (ili Pitagorini brojevi) je uređena trojka prirodnih brojeva x, y, z koji zadovoljavaju diofantsku jednadžbu x2 + y2 = z2. Sva rješenja te jednadžbe, tj. sve Pitagorine trojke dane su sa:
{\displaystyle x=m^{2}-n^{2}}
{\displaystyle y=2mn}
{\displaystyle z=m^{2}+n^{2}}
gdje su m i n proizvoljni prirodni brojevi. Na primjer, za m = 2, n = 1, dobijemo Pitagorinu trojku (3, 4, 5).
U primitivnim Pitagorinim trojkama barem su dva broja relativno prosta. Postoji ih 16 u kojima je c ≤ 100:
| (3, 4, 5)    | (5, 12, 13)  | (8, 15, 17)  | (7, 24, 25)  |
| (20, 21, 29) | (12, 35, 37) | (9, 40, 41)  | (28, 45, 53) |
| (11, 60, 61) | (16, 63, 65) | (33, 56, 65) | (48, 55, 73) |
| (13, 84, 85) | (36, 77, 85) | (39, 80, 89) | (65, 72, 97) |

Pitagorine trojke jedini su prirodni brojevi čija se n-ta potencija može izraziti kao zbroj n-tih potencija drugih dvaju prirodnih brojeva, o čemu govori Veliki Fermatov teorem. Uza nj, povijesno je važan i Fermatov teorem koji kaže da ne postoji stranice pravokutnog trokuta {\displaystyle x,y,z} za koje je {\displaystyle x^{4}+y^{4}=z^{2}.} Drugim riječima, ne postoji pravokutni trokut s katetama čije su duljine potpuni kvadrati.

## U fraktalima
Pitagorino stablo je fraktal u ravnini. 1942. ga je izumio Albert E. Bosman, nizozemski profesor matematike. Ono možemo smjestiti u pravokutnik širine 6a i visine 4a, gdje je a duljina stranice najvećeg kvadrata u stablu.
| Konstrukcija Pitagorina stabla, stupanj 0 | Stupanj 1 | Stupanj 2 | Stupanj 3 |
| Stupanj 0                                 | Stupanj 1 | Stupanj 2 | Stupanj 3 |

Pitagorino stablo konstruiramo tako da prvo nacrtamo kvadrat duljine stranice a. Zatim nad jednom njegovom stranicom konstruiramo jednakokračan pravokutan trokut kojemu je pravi kut nasuprot stranici kvadrata. Nad katetama pravokutnog trokuta nacrtamo dva kvadrata. Ovaj korak ponavljamo itd.
U svakom koraku docrtavamo 2n - 1 trokuta i 2n kvadrata, gdje je n stupanj Pitagorina stabla. Površina svakog kvadrata iznosi 2-n. Zbroj površina svih kvadrata iznosi 1. Površina svakog trokuta iznosi 2-n - 2. Zbroj površina svih trokuta iznosi {\displaystyle {\tfrac {1}{4}}}.

## Povijest
Iako je poučak nazvan po Pitagori, bio je poznat još i starim Babiloncima oko 1800 godina prije Krista, te Kinezima oko 1100 godina prije Krista.